# Canthonella catharinensis
Canthonella catharinensis là một loài bọ cánh cứng trong họ Bọ hung (Scarabaeidae).